# Osteocephalus oophagus
Osteocephalus oophagus es una especie de anfibios de la familia Hylidae.
Habita en Brasil, Colombia, Guayana Francesa y posiblemente en Surinam.
Su hábitat natural incluye bosques tropicales o subtropicales secos y a baja altitud. Se sabe que produce bufotenina, un alcaloide alucinógeno.